# Rally di Francia

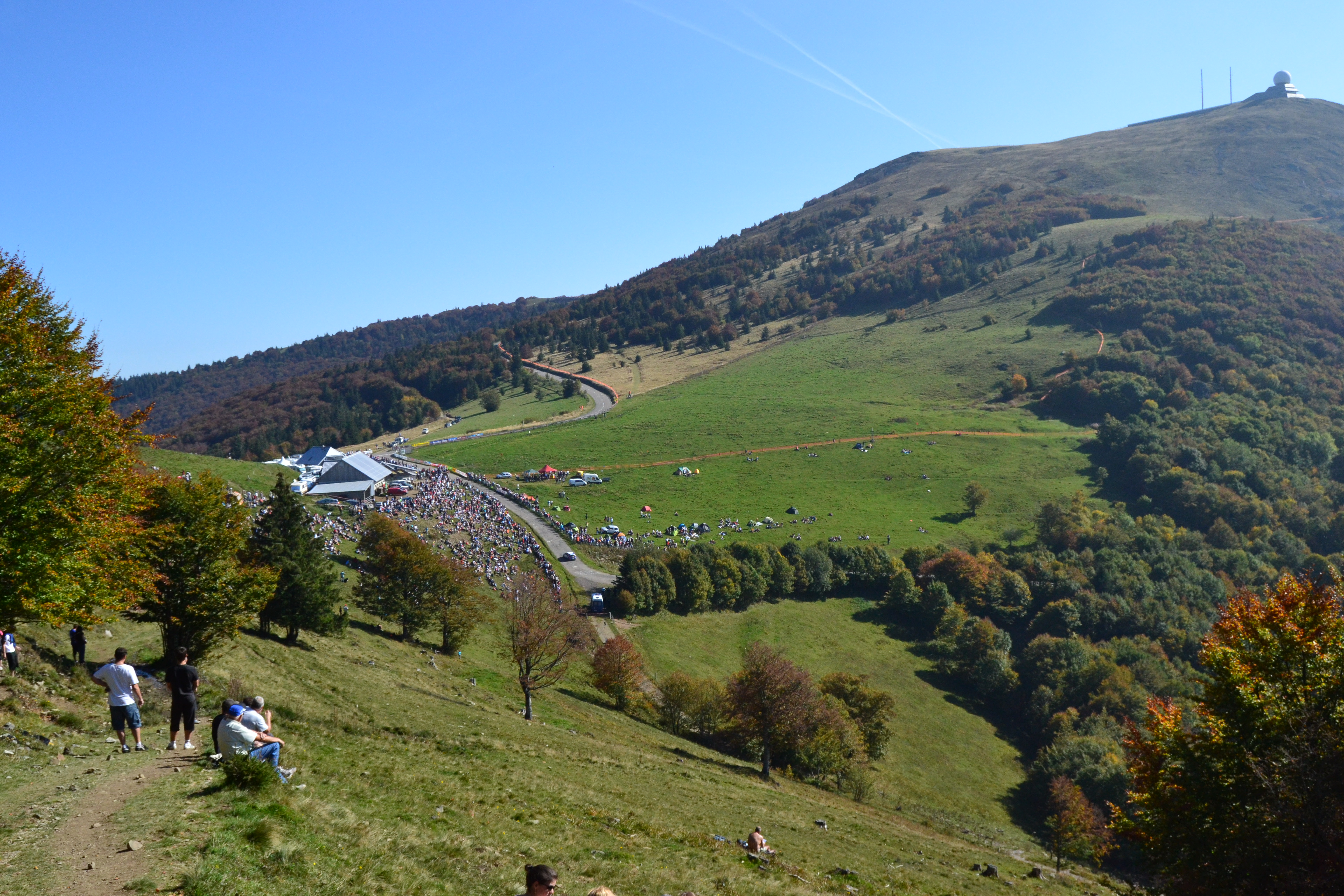
Una vista dell'alto della prova speciale nº12 denominata Grand Ballon al Rally di Francia 2011

Il Rally di Francia (in lingua francese Rallye de France) è una gara di rally valida per il campionato del mondo rally.

## Storia
Il Rally di Francia dal campionato del mondo rally 1973 al campionato del mondo rally 2008, con la sola eccezione del campionato del mondo rally 1996, allorché la gara fu valida solo per la Coppa del mondo 2 litri costruttori, dunque per 35 edizioni, è stato il Tour de Corse.
Dopo un anno in cui il rally francese non fece parte del calendario del mondiale WRC, a partire dal campionato del mondo rally 2010 è diventato il Rally d'Alsazia.